# Schloss Lauenau

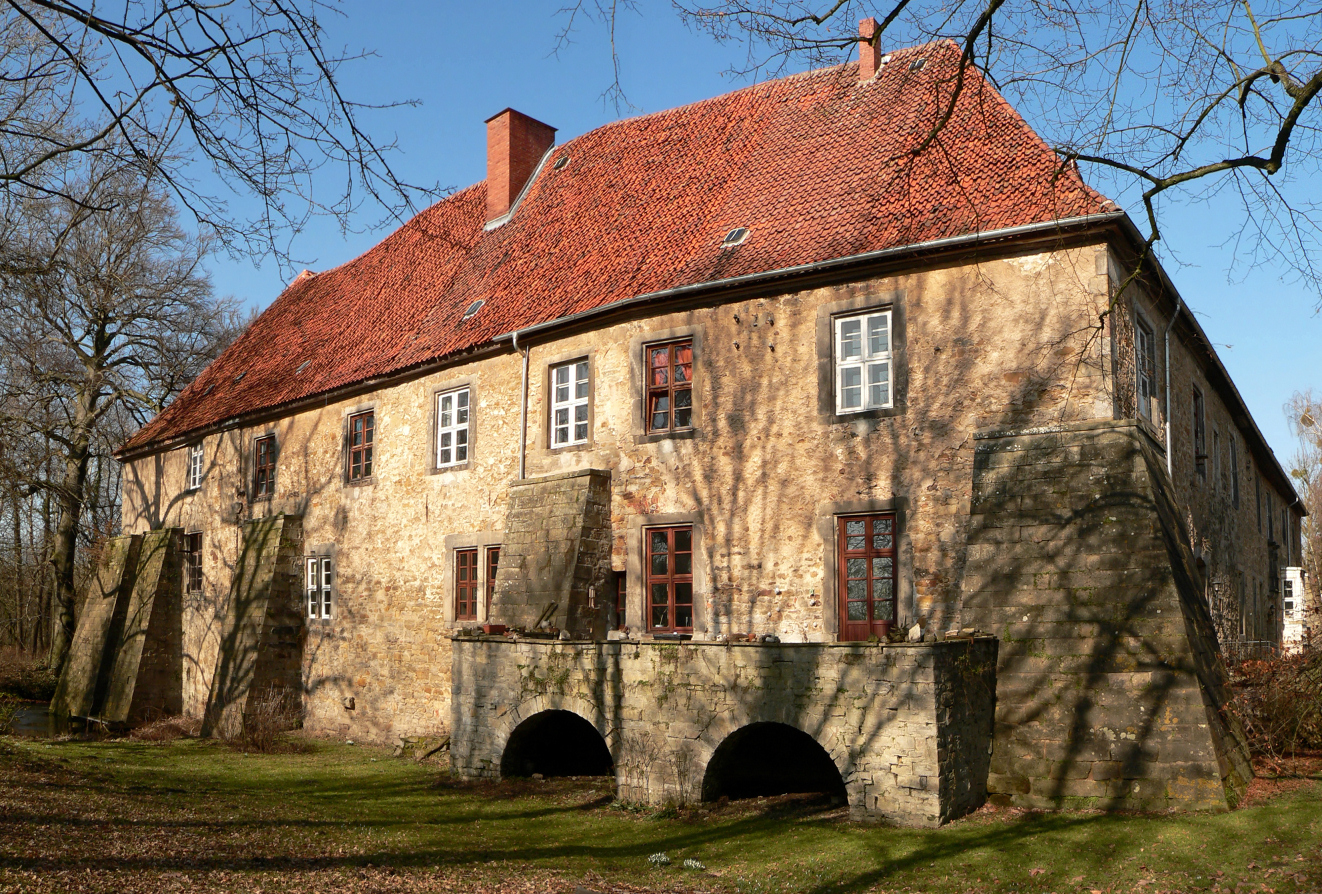
Schloss Lauenau, früher Wasserschloss

Schloss Lauenau ist ein ehemaliges Wasserschloss
in Lauenau in Niedersachsen, das im 16. Jahrhundert im Baustil der Weserrenaissance auf den Resten einer Wasserburg aus dem 12. Jahrhundert errichtet wurde.

## Geschichte

### Wasserburg

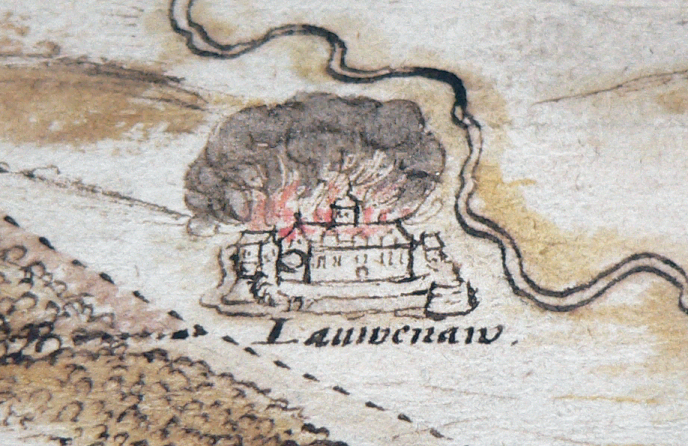
Darstellung von Schloss Lauenau um 1520 während der Hildesheimer Stiftsfehde, Zeichnung von Johannes Krabbe von 1591

Um 1190 ließ Herzog Heinrich der Löwe  nach seiner Rückkehr von einem Kreuzzug die Burg Lauenau als Wasserburg errichten. Sie diente als Grenzfeste gegen die Schaumburger Grafen, die während seiner Abwesenheit seine Ländereien vereinnahmt hatten. Er verjagte die Schaumburger mit seinen Söhnen und etablierte die Burg, die auch bald zur herzoglichen Gerichtsstätte wurde. 1307 wurde die Burg erstmals urkundlich erwähnt, dabei wird von der Wiederherstellung des Turmes und der Plankenbefestigung berichtet. Die Welfen verpfändeten die Burg aber schon 1331 an Graf Adolf von Schaumburg. 1472 werden ein Bergfried auf der Vorburg, ein mittlerer Graben und ein kleiner Wachturm erwähnt. In den folgenden Jahrhunderten wurde die Burg bis 1512 regelmäßig von den Braunschweiger Herzögen an Burgmannen verpfändet. Dabei gab es häufiger Konflikte um die Pfandhöhe und die politische Gesinnung der Pfandinhaber. 1512 wechselte der Burgbesitz von den Schaumburger Grafen zurück zu den Welfen. Während der Hildesheimer Stiftsfehde wurde die Burg 1519 vom schaumburgischen Feldobersten Ludolf von Münchhausen belagert. Die Burgbesatzung ergab sich gegen freien Abzug. Die Schaumburger zerstörten die Burg bis auf die Grundmauern, damit sie nicht erneut gegen sie eingesetzt werden konnte.

### Wasserschloss

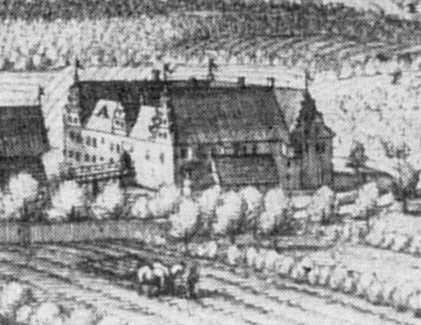
Das Wasserschloss als Ausschnitt des Merian-Stiches 1654 von Lauenau

1565 erlangte Graf Otto IV. von Schaumburg und Holstein das Erblehen über die Burg und ließ sie bis 1572 als Wasserschloss wiederaufbauen. Dabei entstand auf den Grundmauern der Wasserburg ein Wasserschloss im Stil der Weserrenaissance. Es wurde zweigeschossig als Vierflügelanlage errichtet. Der geschlossene Innenhof maß 21 × 18 m. Das Schloss war von einem Wassergraben umgeben, der auf dem Merian-Stich von 1654 erkennbar ist. Die Gräfte ist nur noch im Norden und Westen vorhanden, nur auf dieser Seite führt sie noch Wasser. Der Westflügel der Anlage war der Wohnbau, der einen Keller mit Kreuzgewölbe aufwies. Im Ostflügel wurde ein Festsaal eingerichtet. Zum Innenhof hin sind die Wände des West- und Ostflügels aus Fachwerk ausgeführt. Östlich von der Schlossinsel liegen die Wirtschaftsgebäude der Vorburg, die diese umgebende Gräfte ist heute verfüllt. Ein drittes Grabensystem befindet sich weiter außerhalb.
Nach weiteren Verpfändungen kam das Schloss 1635 endgültig zurück an die Braunschweiger Herzöge. 1694 und 1695 wurde Prinzessin Sophie Dorothee als Ehefrau von Georg Ludwig von Hannover drei Monate lang auf Schloss Lauenau festgehalten. In dieser Zeit fand ihr  Scheidungsprozesses wegen eines nachgesagten Liebesverhältnisses zu Graf Philipp Christoph von Königsmarck statt, nach dem sie auf Schloss Ahlden verbannt wurde.
1727 erhielt die Schlossanlage seitliche Stützpfeiler, da die auf Eichenpfähle gegründeten Fundamente durch die Gebäudelast beschädigt waren.
Bis 1852 hatte das Amt Lauenau seinen Sitz im Schloss. 1866 wurden das Schloss mit seiner landwirtschaftlichen Domäne von Preußen verstaatlicht und verpachtet. Um 1950 kam die Schlossanlage in Privatbesitz und verkam zusehends. Die Besitzer seit 2003, Ehepaar Brenneisen, bemühen sich um die Erhaltung der Anlage, die weitgehend vermietet ist.